# Volvo S80
Volvo S80 – samochód osobowy klasy średniej-wyższej produkowany przez szwedzką markę Volvo w latach 1998–2016.

## Pierwsza generacja

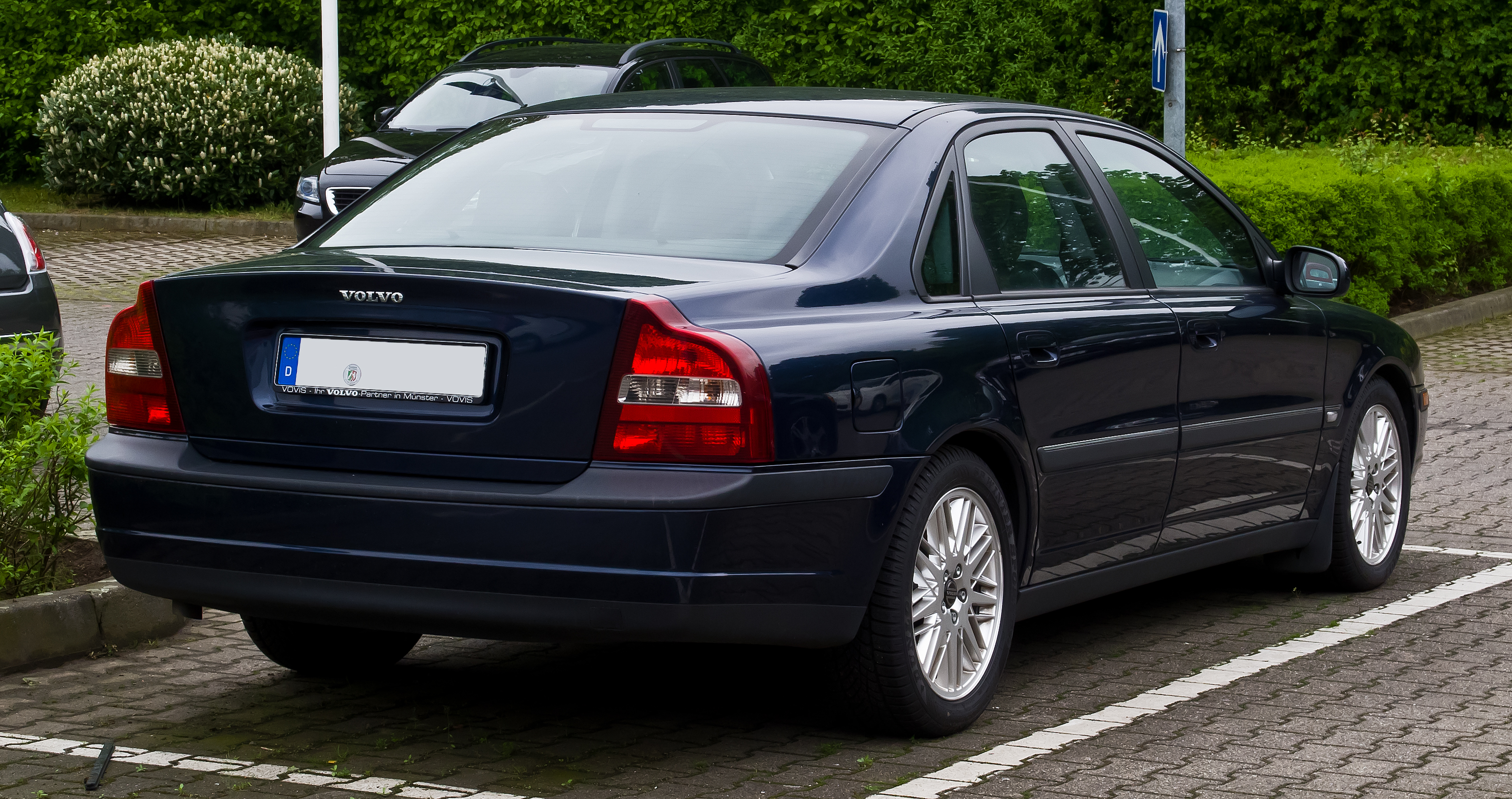
Volvo S80 I – tył

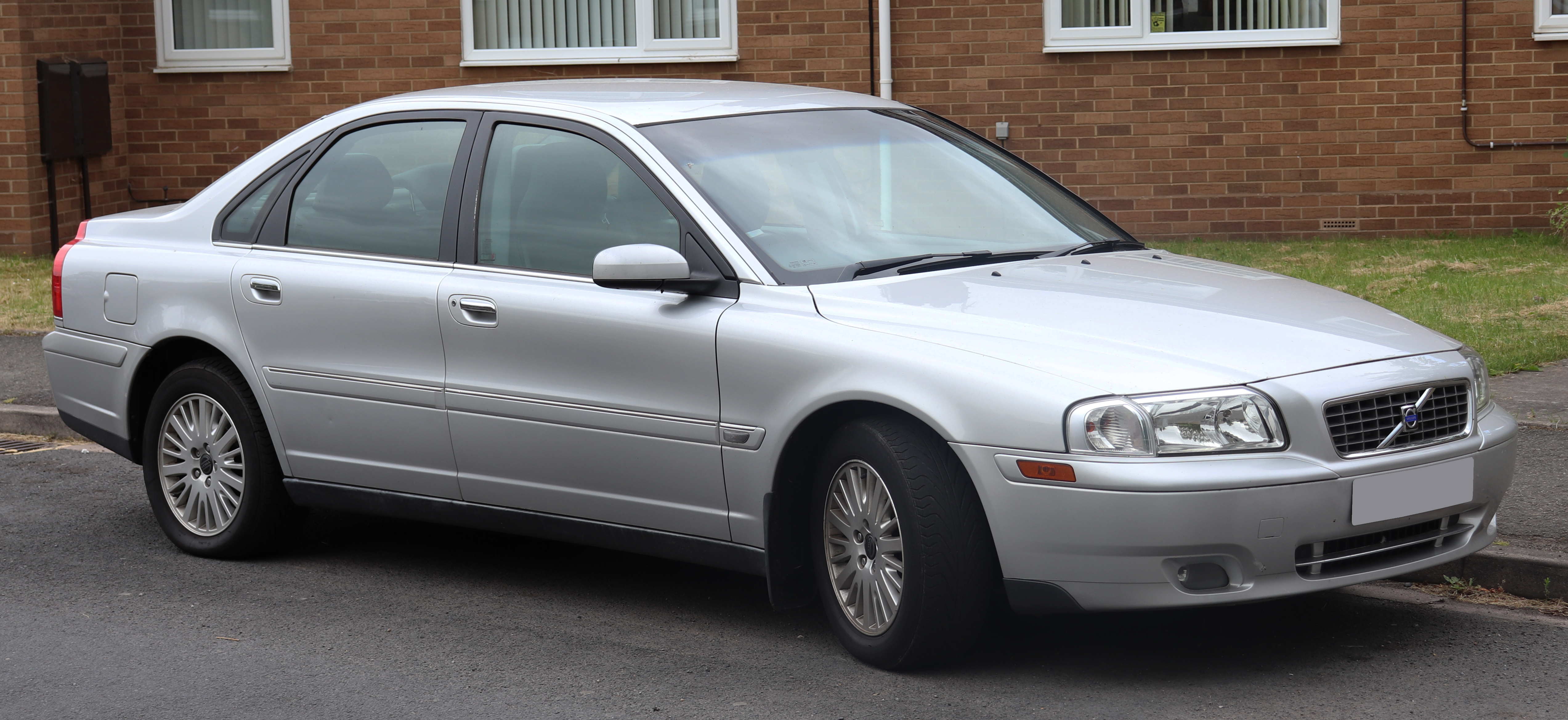
Volvo S80 I po liftingu

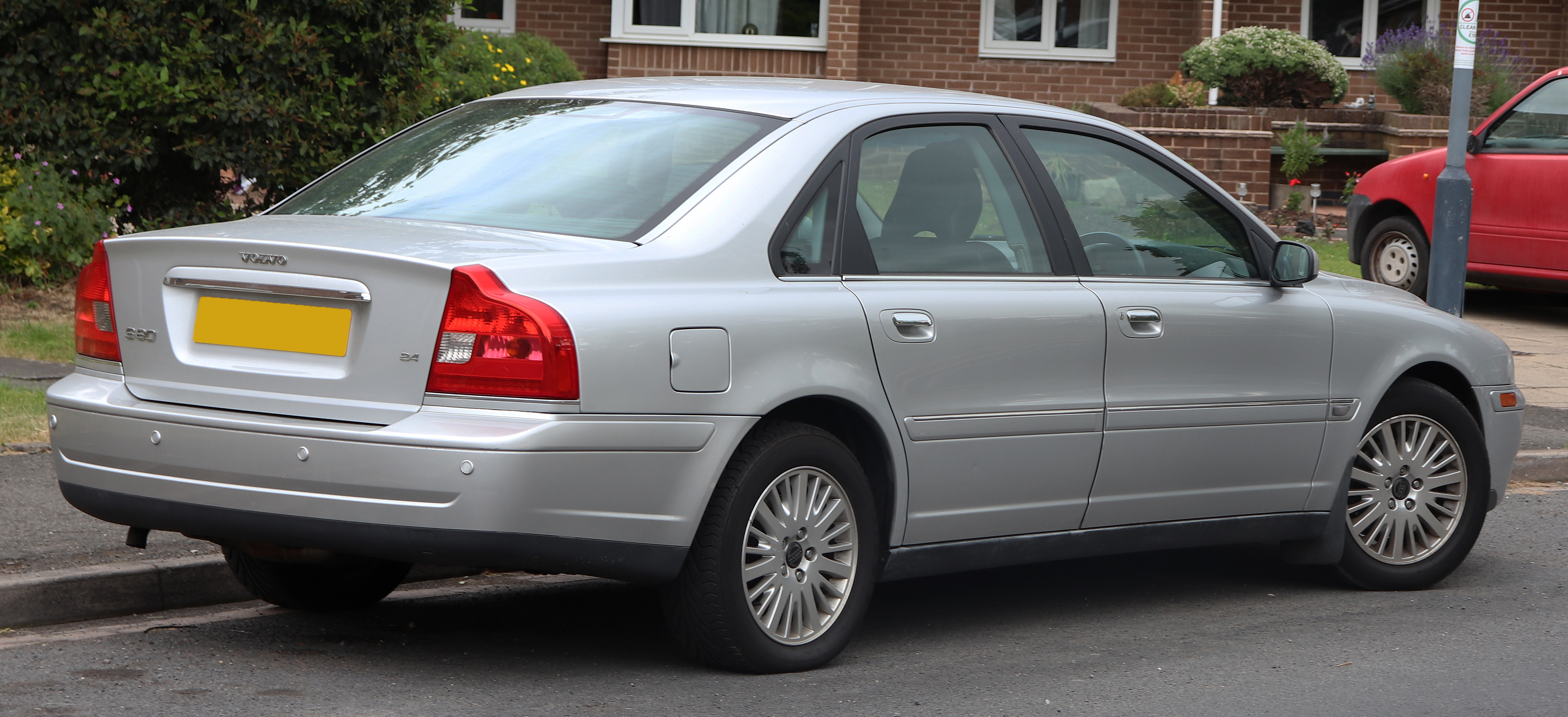
Volvo S80 I – tył po liftingu

Volvo S80 I zostało zaprezentowane po raz pierwszy w 1998 roku.
Pojazd zbudowany został na bazie płyty podłogowej P2. W 1998 roku był to najbezpieczniejszy i najbardziej zaawansowany samochód pod względem elektroniki i ilości modułów na szynie CAN. Wyposażony między innymi w system Throttle by Wire (Brak mechanicznego połączenia pedału przyśpieszenia z przepustnicą)
W 2000 roku do oferty dołączono wersję z napędem na cztery koła tylko z silnikiem benzynowym. oraz nowoczesny silnik Diesla D5
W 2004 roku modelowym auto przeszło lifting. Zmieniony został przedni zderzak z atrapą chłodnicy oraz tylne lampy, tylna klapa i zderzak, które w całości z listwami bocznymi malowane są w kolorze nadwozia, dodano również mniejsze lusterka boczne i chromowane klamki oraz chromowane listwy bocznych szyb.
Od 2004 roku modelowego dodano aktywne zawieszenie zapożyczone z modelu S60R oraz napęd na cztery koła HALDEX.
W 2005 roku doszedł system monitorujący ciśnienie w kołach, a także zmiana elektroniki, która obsługiwała szybszą szynę CAN
W 2006 roku dodano jeszcze system monitorowania martwego pola BLIS.

### Wyposażenie
Wyposażenie pojazdu w standardzie obejmuje m.in. system ABS z EBD, 6 poduszek powietrznych (kierowca, pasażer, dwie kurtyny i poduszki boczne foteli zintegrowane z SIPS (konstrukcja zapobiega urazom w czasie bocznego uderzenia)), WHIPS (specjalna budowa przednich foteli zapobiega urazom kręgosłupa w czasie tylnego uderzenia), klimatyzację, elektryczne sterowanie szyb, elektryczne sterowanie lusterek, centralny zamek.
Opcjonalnie pojazd doposażyć można m.in. w układ kontroli trakcji STC i DSTC z układem wspomagania nagłego hamowania EBA, w skórzaną tapicerkę, podgrzewanie postojowe firmy ARDIC (Ebershpracher) lub elektryczne DEFA oba z timerem, a także przewietrzanie wnętrza z timerem na rynek Arabii Saudyjskiej, przekładnię kierowniczą SpeedSensitive, elektrycznie sterowane fotele przednie (fotel kierowcy z pamięcią ustawień), składane i podświetlane lusterka z pamięcią, system audio z radioodtwarzaczem 4CD (od 2005 6CD) oraz zmieniarką płyt w bagażniku 10CD i dodatkowym wzmacniaczem 200W (od 2004 roku także z głośnikami firmy Dynaudio i wzmacniaczem 300W), nawigację satelitarną, telefon satelitarny, reflektory ksenonowe, tempomat, podgrzewane przednie fotele oraz czujniki cofania (od 2005 roku także przednie), laminowane boczne szyby, system monitorowania martwego pola. Najbogatsza wersja Executive dodatkowo posiadała odmienne fotele z miękkiej skóry, monitory z DVD w tylnych zagłówkach, lodówkę/fax, podgrzewane tylne siedzenia (wersja 4 osobowa) lub kanapę, elektryczną roletę tylnej szyby, dodatkowy telefon, uchwyt wraz z parasolem na klapie bagażnika i dodatkowe emblematy w kształcie herbów (koron) na tylnych drzwiach.
Osobnymi wersjami była wersja executive kuloodporna, taxi, ambulans, karawan, limuzyna.

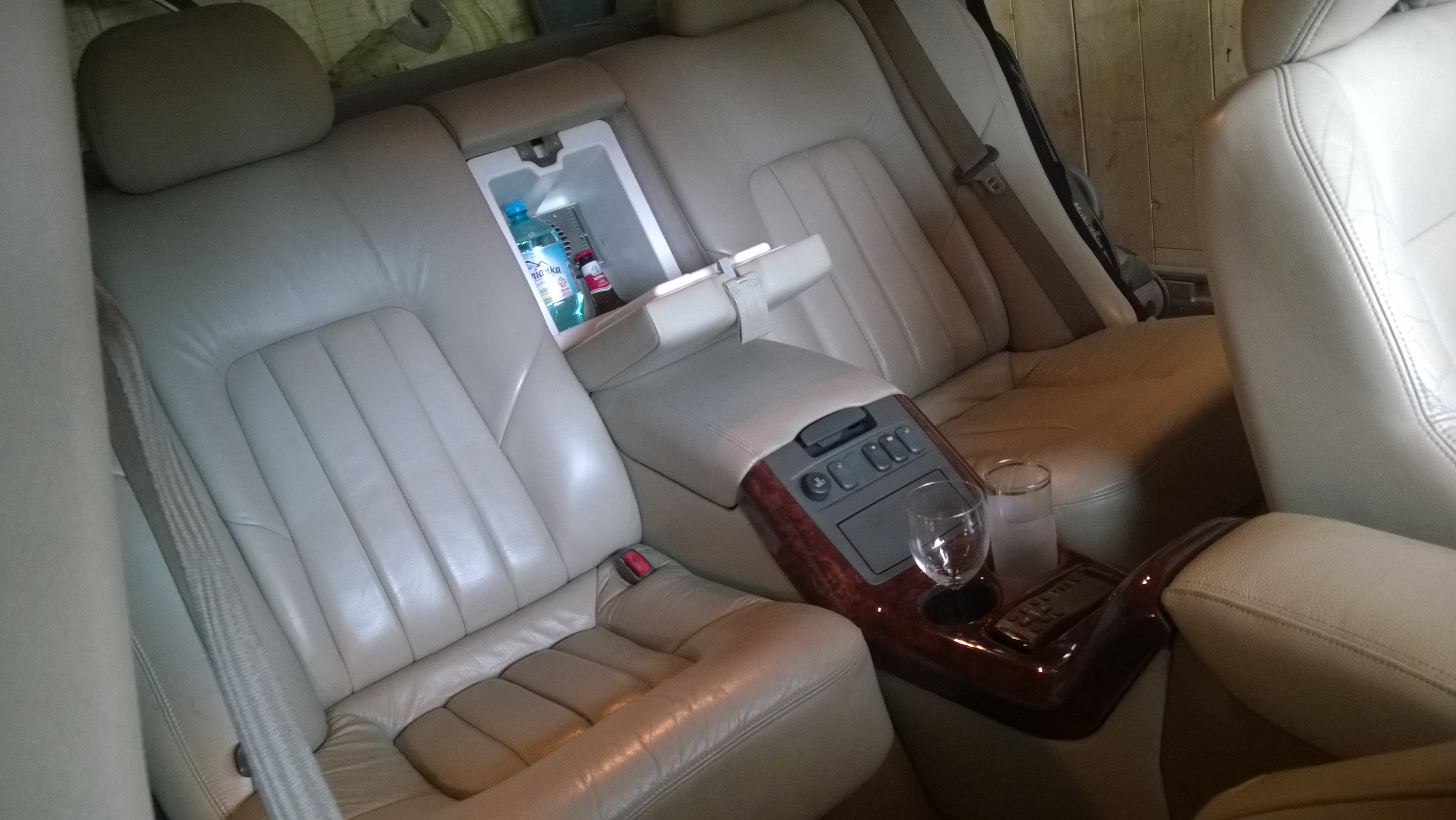
S80 EXECUTIVE, wersja 4-osobowa

Wersja 4-osobowa EXECUTIVE dostępna była tylko przed liftingiem (1998-2003), na wyposażeniu był tunel środkowy ze szerokim podłokietnikiem, a pod nim duży schowek. Tunel w zależności od konfiguracji w salonie posiadał maksymalnie pięć przycisków – podgrzewane siedzenia każde z osobna, roleta, przyciemnianie ekranu, DVD.
Oparcia w wersji 4-osobowej były bardziej pochylone do tyłu, zagłówki składane elektrycznie tak jak w innych wersjach.

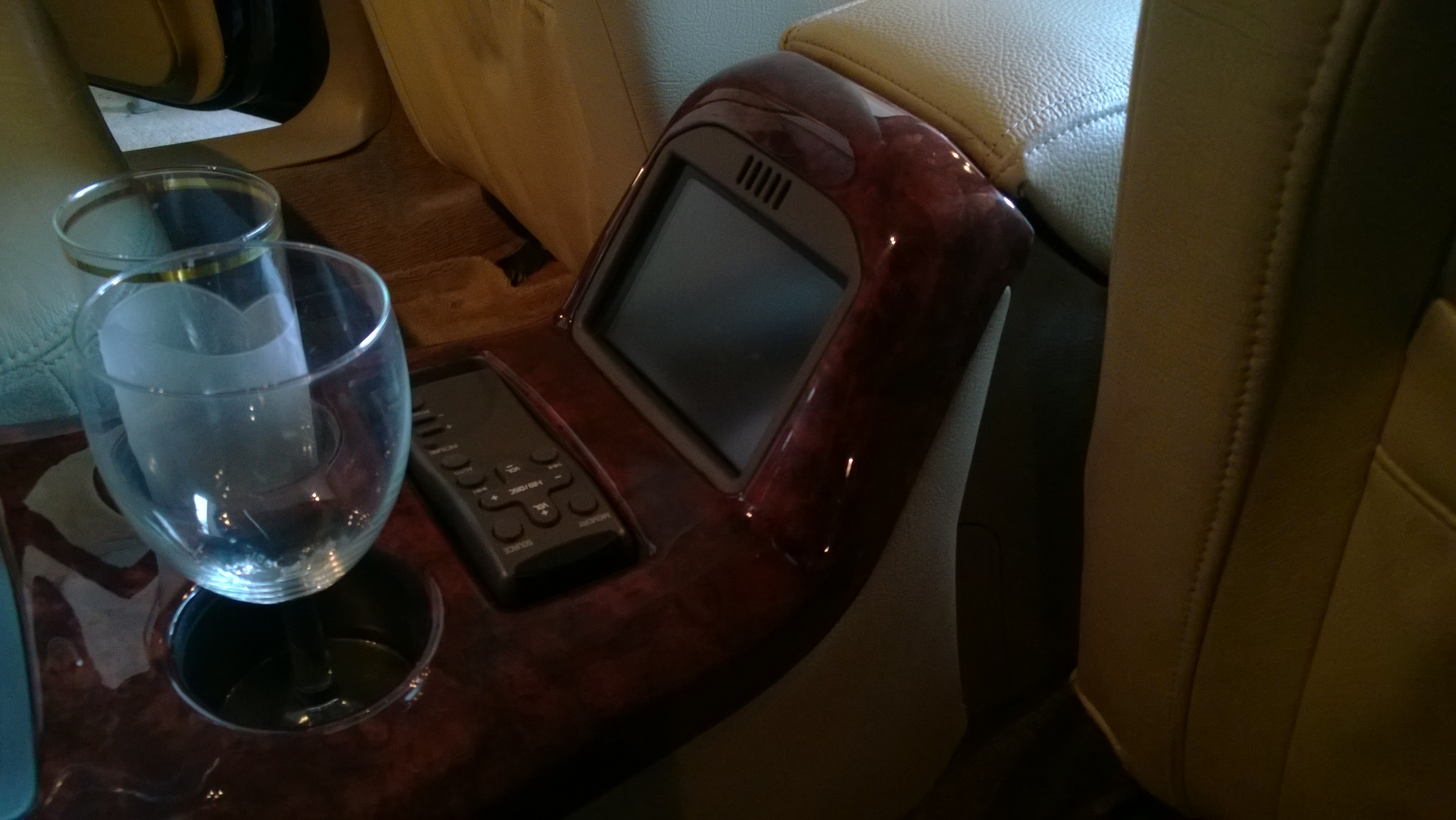
ekran Navi/TV w wersji 4-osobowej

W tunelu tylnym ekran Navi/TV, opcjonalnie zamiast ekranu było wgłębienie pełniące funkcję schowka.

### Silniki
| Silnik                | Pojemność skokowa [cm³] | Typ silnika        | Moc maksymalna [KM]([kW]) przy obr./min | Maks. moment obrotowy [Nm] przy obr./min | Przyspieszenie 0–100 km/h [s] | Prędkość maks. [km/h] |                    |                    |                    |
| Silniki benzynowe:    | Silniki benzynowe:      | Silniki benzynowe: | Silniki benzynowe:                      | Silniki benzynowe:                       | Silniki benzynowe:            | Silniki benzynowe:    | Silniki benzynowe: | Silniki benzynowe: | Silniki benzynowe: |
| --------------------- | ----------------------- | ------------------ | --------------------------------------- | ---------------------------------------- | ----------------------------- | --------------------- | ------------------ | ------------------ | ------------------ |
| 2.4                   | 2435                    | R5                 | 140 (103)/5400                          | 220/3750                                 | 10,5                          | 205                   |                    |                    |                    |
| 2.4                   | 2435                    | R5                 | 170 (125)/5900                          | 240/4800                                 | 9,1                           | 220                   |                    |                    |                    |
| 2.0 T                 | 1984                    | R5                 | 163 (120)/5100                          | 230/2100                                 | 9,2                           | 220                   |                    |                    |                    |
| 2.0 iT                | 1984                    | R5                 | 180 (132)/5300                          | 240/2200                                 | 8,9                           | 225                   |                    |                    |                    |
| 2.0 T5                | 1984                    | R5                 | 226 (166)/5700                          | 310/2700                                 | 7,5                           | 245                   |                    |                    |                    |
| 2.4 T                 | 2435                    | R5                 | 200 (147)/6000                          | 285/1800                                 | 7,9                           | 230                   |                    |                    |                    |
| 2.5 T                 | 2521                    | R5                 | 210 (154)/5000                          | 320/1500                                 | 7,3                           | 235                   |                    |                    |                    |
| 2.9                   | 2922                    | R6                 | 196 (144)/5200                          | 280/3900                                 | 8,2                           | 230                   |                    |                    |                    |
| 2.8/2.9 T6            | 2783/2922               | R6                 | 272 (200)/5200                          | 380/1800                                 | 7,2                           | 270                   |                    |                    |                    |
| Silniki wysokoprężne: |                         |                    |                                         |                                          |                               |                       |                    |                    |                    |
| 2.4 D                 | 2401                    | R5                 | 130 (96)/4000                           | 280/1750                                 | 11,9                          | 220                   |                    |                    |                    |
| D5                    | 2401                    | R5                 | 163 (120)/4000                          | 340/1750                                 | 9,8                           | 240                   |                    |                    |                    |
| 2.5 TDI               | 2461                    | R5                 | 140 (103)/4000                          | 290/1900                                 | 10,2                          | 240                   |                    |                    |                    |

Występowały również wersje z silnikami benzynowymi 2.4 140km wyposażonymi fabrycznie w instalacje gazowe CNG lub LPG oznaczone jako Bi-Fuel.
Skrzynie biegów
Automatyczne
4T65E firmy General Motors montowanej z silnikami 6 cylindrowymi
AW50-42, AW55-50 i AW55-50 AWD firmy AISIN
Manualne
M56
M65 tylko z silnikiem 6 cylindrowym wolnossącym

## Druga generacja
Volvo S80 II zostało zaprezentowane po raz pierwszy w 2006 roku.
Auto zostało po raz pierwszy oficjalnie zaprezentowane podczas targów motoryzacyjnych w Genewie w 2006 roku. Pojazd został zbudowany na bazie płyty podłogowej EUCD skonstruowanej przez ówczesnego właściciela marki Volvo – amerykański koncern motoryzacyjny Ford Motor Company. Na bazie tej płyty, zbudowany został m.in. Ford Mondeo IV. Pod koniec 2006 roku zaprezentowano wersję napędzaną benzynowym silnikiem V8 o pojemności 4.4 l i mocy 315 KM. Pod koniec 2008 roku zaprezentowano przedłużoną odmianę pojazdu S80L przeznaczoną na chiński rynek motoryzacyjny.
W 2009 roku auto przeszło face lifting. Atrapa chłodnicy została wyposażona w powiększone logo marki, zastosowano nowe wykończenia na wlotach powietrza, dolnych częściach drzwi oraz pod tylnymi lampami, delikatnie przestylizowano konsolę środkową pojazdu oraz zastosowano aluminiowe tarcze zegarów. Przy okazji liftingu zastosowana została nowa, czteroramienna kierownica oraz wprowadzono nowy silnik wysokoprężny D5.
Na początku 2011 roku auto przeszło kolejny lifting. Przemodelowane zostały przednie reflektory, koła oraz lusterka zewnętrzne w które wkomponowane zostały nowe kierunkowskazy. We wnętrzu pojazdu zastosowana została nowa, trójramienna kierownica, przebudowana została konsola centralna i zmieniona tapicerka.
Pod koniec 2015 roku zaprezentowano następcę pojazdu – model S90.

### Wersje wyposażeniowe
- Kinetic
- Momentum
- Summum
- Executive
- Polestar

Standardowe wyposażenie pojazdu obejmuje m.in. system ABS z EBD, DSTC, 6 poduszek powietrznych, SIPS, WHIPS, elektryczne sterowanie szyb, elektryczne sterowanie lusterek, wielofunkcyjną kierownicę, radio CD, klimatyzację automatyczną oraz tempomat. Opcjonalnie pojazd doposażyć można było m.in. w system Collision Mitigation Support z funkcją pełnego automatycznego hamowania i aktywnym tempomatem wraz z dwiema kamerami monitorującymi otoczenie wokół pojazdu, a także system BLIS.

### Silniki
| Silnik                | Pojemność skokowa [cm³] | Typ silnika        | Moc maksymalna [KM]([kW]) przy obr./min | Maks. moment obrotowy [Nm] przy obr./min | Przyspieszenie 0–100 km/h [s] | Prędkość maks. [km/h] |                    |                    |                    |
| Silniki benzynowe:    | Silniki benzynowe:      | Silniki benzynowe: | Silniki benzynowe:                      | Silniki benzynowe:                       | Silniki benzynowe:            | Silniki benzynowe:    | Silniki benzynowe: | Silniki benzynowe: | Silniki benzynowe: |
| --------------------- | ----------------------- | ------------------ | --------------------------------------- | ---------------------------------------- | ----------------------------- | --------------------- | ------------------ | ------------------ | ------------------ |
| 2.0                   | 1999                    | R4                 | 145 (107)/6000                          | 185/4500                                 | 11,6                          | 205                   |                    |                    |                    |
| T4                    | 1586                    | R4                 | 145 (107)/6000                          | 185/4500                                 | 8,5                           | 210                   |                    |                    |                    |
| 2.0 T                 | 1999                    | R4                 | 203 (149)/6000                          | 300/1750-4000                            | 7,9                           | 235                   |                    |                    |                    |
| 2.5 T                 | 2521                    | R5                 | 210 (154)/4800                          | 300/1500                                 | 7,7                           | 235                   |                    |                    |                    |
| 2.5 T                 | 2521                    | R5                 | 231 (170)/4800                          | 340/1750-4800                            | 7,4                           | 240                   |                    |                    |                    |
| T5                    | 1999                    | R4                 | 240 (177)/5500                          | 320/1800-5000                            | 7,5                           | 230                   |                    |                    |                    |
| 3.2                   | 3192                    | R6                 | 243 (173)/6200 243 (173)/6400           | 320/3200                                 | 7,9                           | 235 AWD: 230          |                    |                    |                    |
| T6                    | 2953                    | R6                 | 285 (210)/5600                          | 400/1500                                 | 6,9                           | 250                   |                    |                    |                    |
| T6                    | 2953                    | R6                 | 304 (224)/5600                          | 440/2100-4200                            | 6,7                           | 250                   |                    |                    |                    |
| V8                    | 4414                    | V8                 | 315 (232)/5950                          | 440/3950                                 | 6,5                           | 250                   |                    |                    |                    |
| Silniki wysokoprężne: |                         |                    |                                         |                                          |                               |                       |                    |                    |                    |
| 1.6 D Drive           | 1560                    | R4                 | 109 (80)/4000                           | 240/1750                                 | 13                            | 190                   |                    |                    |                    |
| 1.6 D Drive           | 1586                    | R4                 | 115 (84)/3600                           | 270/1500-2750                            | 11,5                          | 190                   |                    |                    |                    |
| 2.0 D                 | 1997                    | R4                 | 136 (100)/4000                          | 320/2000                                 | 11                            | 200                   |                    |                    |                    |
| D3                    | 1984                    | R5                 | 163 (120)/2900                          | 400/1400-2850                            | 9,7                           | 215                   |                    |                    |                    |
| 2.4 D                 | 2401                    | R5                 | 163 (120)/4000                          | 340/1750                                 | 9,5                           | 215                   |                    |                    |                    |
| 2.4 D                 | 2401                    | R5                 | 175 (129)/4000                          | 340/1500-2750                            | 8,9                           | 210                   |                    |                    |                    |
| D5                    | 2401                    | R5                 | 185 (136)/4000                          | 400/2000                                 | 8,5 AWD: 8,9                  | 225 AWD: 220          |                    |                    |                    |
| D5                    | 2401                    | R5                 | 205 (151)/4000                          | 420/1500-3250                            | 8 AWD: 8,5                    | 230                   |                    |                    |                    |
| D5                    | 2401                    | R5                 | 215 (158)/4000                          | 420/1500-3000                            | 7,9 AWD: 8,4                  | 230                   |                    |                    |                    |